# Orta (Tesalia)
Orta u Orte (en griego, Όρθη) es el nombre de una antigua ciudad griega de Tesalia, que fue mencionada por Homero en el catálogo de las naves de la Ilíada, donde formaba parte de los territorios que gobernaba Polipetes.
Según Estrabón, algunos consideraban que Orta era la acrópolis de Falana, una ciudad situada en Perrebia, a orillas del río Peneo cerca de Tempe. Por otra parte, en un lugar que en la Antigüedad formaba parte de Tesaliótide se halla el sitio arqueológico de Kedros-Lutró. Este se ubica en una colina llamada Helonókastro, donde hay una iglesia de Agios Nikolaos. Allí se han hallado los restos de una ciudad que los excavadores han identificado con Orta debido al hallazgo de dos monedas del siglo IV a. C. y a un fragmento de cerámica con una inscripción. Se han hallado restos de fortificaciones, tumbas, casas, canalizaciones para el agua y un santuario del periodo helenístico. Otro lugar que se ha sugerido como posible ubicación de la Orta de tiempos micénicos es una colina situada cerca de Tsaritsani.